# Neocaridina
Неокаридины (лат. Neocaridina) — род мелких пресноводных ракообразных. включает в себя 20 видов. Встречаются в пресных водоёмах (озёрах, реках, прудах), а также содержатся людьми в аквариумах. Среди наиболее известных видов в роду являются те, которых содержат в аквариумах. Есть много селекционных форм, окрашенных в разные цвета.

## Описание
Neocaridina выглядит как рачок с шестью развитыми ногочелюстями средней длины рострумом. тело полупрозрачное. у этих креветок очень слабый лёгкий панцирь, который используется в качестве наружного покрова и экзоскелета, а не для защиты. клешни у Neocaridina редуцированы. чтобы не стать добычей, Neocaridina подобно другим представителям инфраотряда Caridea (креветки) прыгают с помощью хвостовой лопасти (тельсона). в отличие от других креветок, неокаридины предпочитают ползать по дну, а не плавать. при этом неокаридины плавают не хуже других креветок. неокаридины полупрозрачны, серого или желтоватого цвета. так они сливаются с дном. длина креветки в среднем составляет 4 см икра вынашивается под брюшком.

## В аквариумистике
Первым видом этих креветок, привезённым в Европу была Neocaridina heteropoda. селекционеры смогли создать красную форму этой креветки. эта креветка стала пользоваться успехом у аквариумистов, а особенно распространилась она в 21-м веке. аквариумисты назвали её «вишнёвой креветкой» из-за красного цвета, который был приобретён в результате отбора, однако в настоящее время получено много цветовых вариаций. В ходу неокаридины не только селекционных окрасов, но и дикого окраса, тоже выращеваемые в специальных искусственных водоёмах. иногда содержат креветок Caridina japonica (Амано), но таковые гораздо прихотливее. неокаридины неприхотливы и подходят для новичков. для неокаридины подходит аквариум 20-30 литров. в 40-50 литровый аквариум можно поместить даже несколько десятков креветок. соседями для креветок могут быть мелкие радужницы, хараксовые и отоцинклюсы. аквариум следует закрывать крышкой, иначе креветки выползут из аквариума и потеряются. Гидрохимические параметры воды для содержания — температура 22 — 27 градусов Цельсия, рН 6,5 — 8, жёсткость 2 — 10 немецких градусов.

## Виды
- Neocaridina anhuiensis
- Neocaridina bamana
- Neocaridina brevidactyla
- Neocaridina curvifrons
- Neocaridina denticulata
- Neocaridina euspinosa
- Neocaridina fukiensis
- Neocaridina gracilipoda
- Neocaridina heteropoda
- Neocaridina hofendopoda
- Neocaridina homospina
- Neocaridina ikiensis
- Neocaridina iriomotensis
- Neocaridina ishigakiensis
- Neocaridina ketagalan
- Neocaridina keunbaei
- Neocaridina linfenensis
- Neocaridina longipoda
- Neocaridina palmata
- Neocaridina saccam
- Neocaridina spinosa
- Neocaridina xiapuensis
- Neocaridina zhangjiajiensis
- Neocaridina zhoushanensis

## Изображения

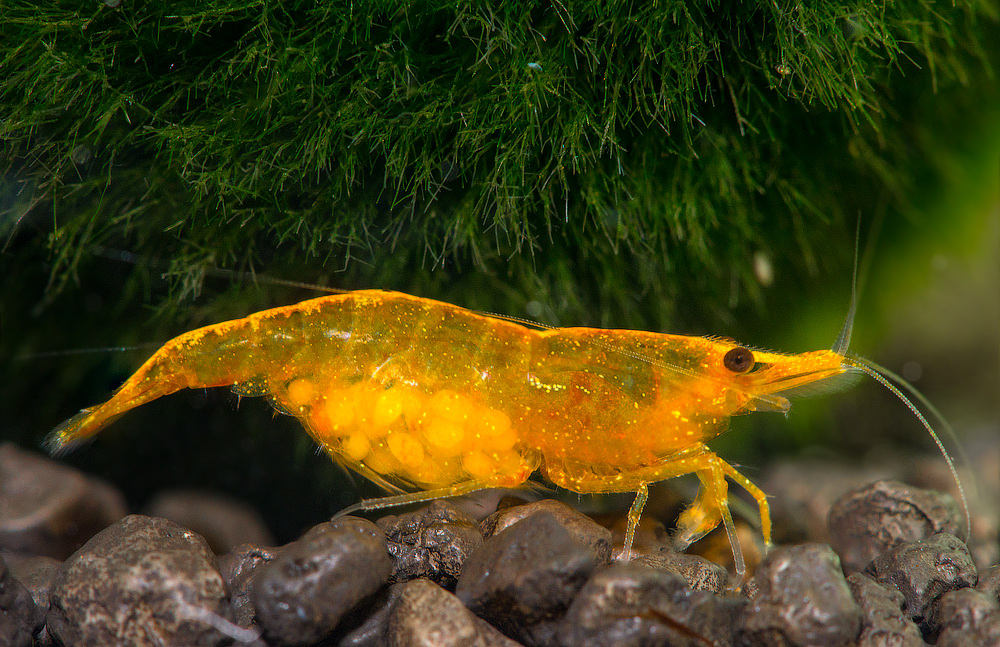
беременная креветка Оранжевая Вишня
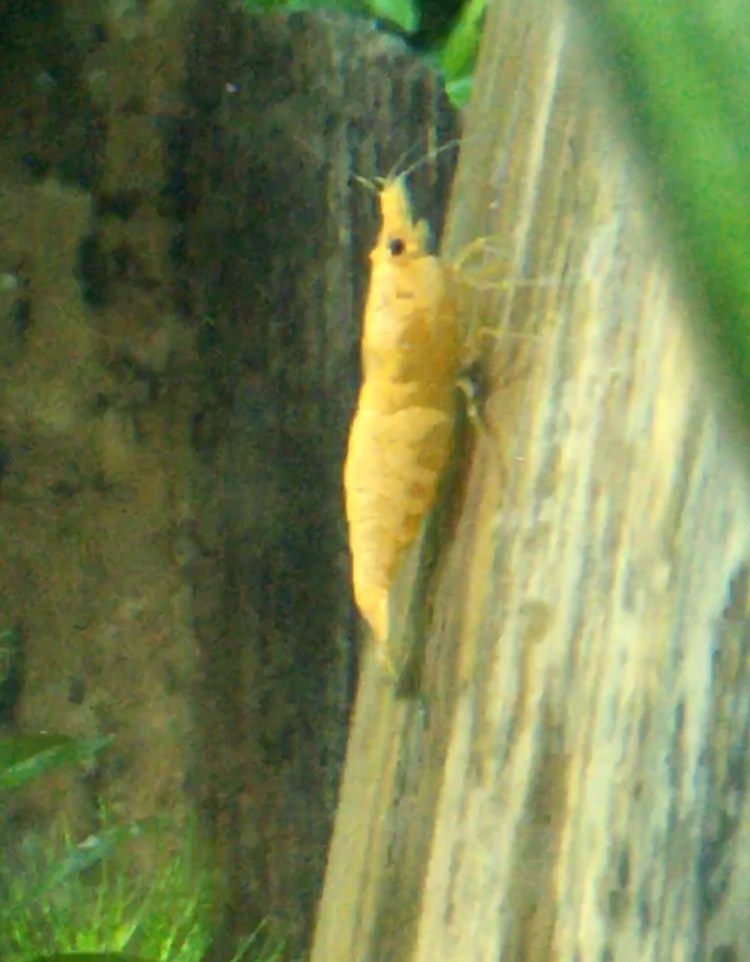
жёлтая морфа Neocaridina davidi
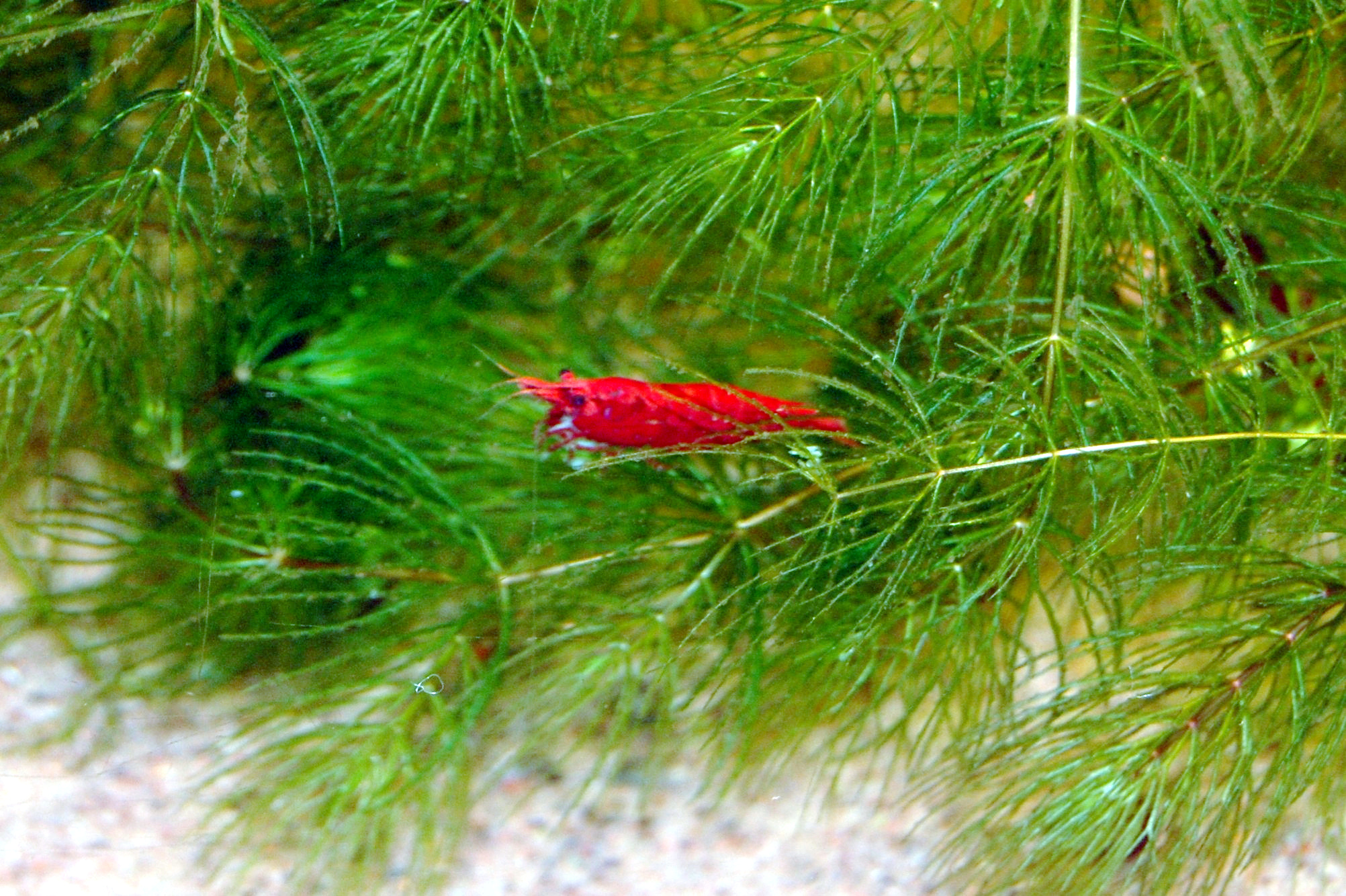
неокаридина Красный Огонь (Neocaridina heteropoda var. red)
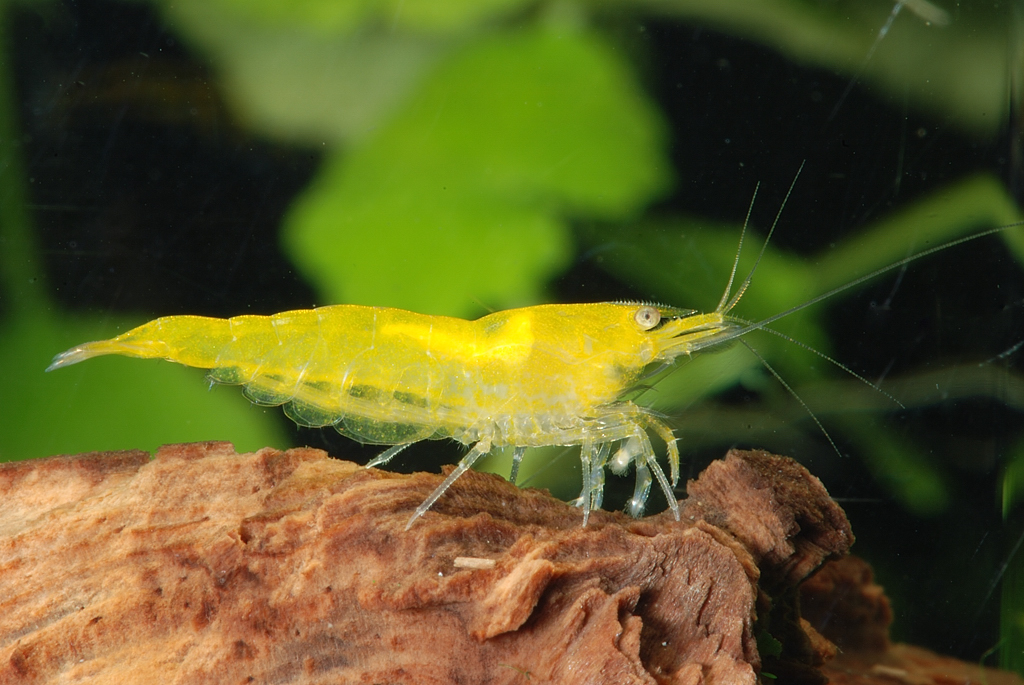
неокаридина Жёлтый Огонь (Neocaridina heteropoda var. yellow)
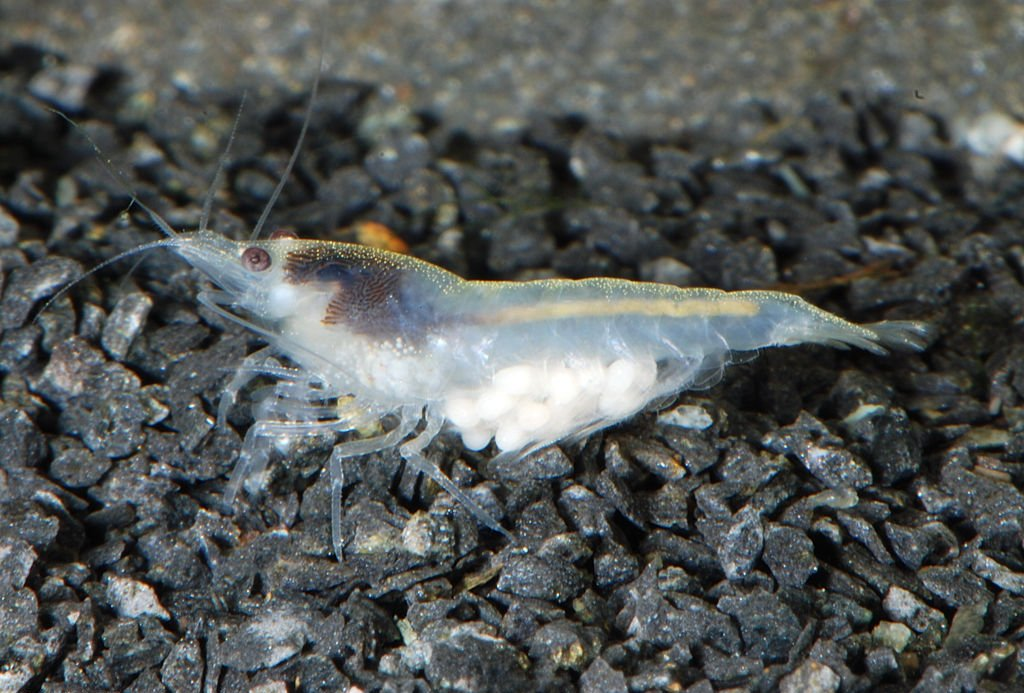
креветка Белый Перл (Neocaridina zhangjiajiensis)